# Willy Egmose
Willy Egmose (født 1. maj 1944 i Snøde) er en dansk organist, jazzpianist og komponist. Han er uddannet organist ved Det Kongelige Danske Musikkonservatorium og har haft embede i Skjern Kirke fra 1968-2014.
Egmose har sideløbende med sit virke som organist været aktiv jazzmusiker, bl.a. i Willy Egmose Trio (1980-2019), og har spillet med en lang række jazzmusikere.
Egmose har i mange år været fortaler for brug af rytmisk musik i kirken, og han har komponeret melodier til en lang række salmer, hvoraf flere er at finde i Den Danske Salmebog og Højskolesangbogen.

## Diskografi (ikke komplet)
Med Willy Egmose Trio
- Bare det swinger (1994)
- På gyngende grund (1996)
- That's Live (1998)
- Jorden skal danse (2001)
- With Love and Jazz

Øvrige indspilninger
- Brorsons salmer (1994)
- Jonsson i jazzdragt (2003)
- Salmer i spil (2012)